# Przewóz Nurski
Przewóz Nurski [ˈpʂɛvus ˈnurski] est un village polonais de la gmina de Ceranów dans le powiat de Sokołów et dans la voïvodie de Mazovie, au centre-est de la Pologne.